# The Real Thing (band)
The Real Thing is een Britse soulband uit Liverpool opgericht in de jaren zeventig. Hun grootste hits waren You to Me Are Everything, Can't Get By Without You (beiden 1976) en Can You Feel The Force (1979). Deze nummers werden in 1986 en 1987 met succes heruitgebracht in remixversies. Gedurende de jaren zeventig waren zij de bestverkopende zwarte Britse rock/soulband. Hierdoor werden ze door Paul Du Noyer, journalist, auteur en oprichter van het tijdschrift Mojo, samen met Deaf School tot de belangrijkste acts voor de Liverpoolse muziekscene van dat decennium gerekend.

## Geschiedenis

### 1970-1975
The Real Thing werd in 1970 opgericht door Chris Amoo (14 oktober 1952), Dave Smith (6 juli 1952, Ray Lake (11 februari 1952 - 9 maart 2000) en Kenny Davis. Ze traden op met soulachtige covers van Amerikaanse hits, geïnspireerd door The Temptations, The Four Tops en The Chants, een lokale groep waarvan Chris' broer Eddie Amoo (5 mei 1944 - 23 februari 2018) dertien jaar lang deel uitmaakte, evenals kortstondig lid Edmund Ankrah. Aanvankelijk noemden ze zich Sophisticated Soul Brothers; via Vocal Perfection werd de groepsnaam begin 1972 gewijzigd tot The Real Thing, naar de slogan van een colamerk die hun a&r-manager Tony Hall bij Piccadilly Circus zag. Als eerste volledig zwarte groep deden ze mee aan de talentenwedstrijd Opportunity Knocks en kwamen als winnaars uit de bus. Ze tekenden een contract bij EMI en brachten drie maanden later, in april 1972, hun debuutsingle uit; Vicious Circle, geschreven door Eddie Amoo die de groep destijds coachte. Het Temptations-achtige nummer ontving lovende recensies en werd veelvuldig gedraaid op de radio. Begin 1973 was de groep voor het eerst in het programma Top of the Pops te zien met de opvolger Plastic Man, een oud nummer van The Chants. Daarna volgden Listen, Joe Mcgintoo, Humpty Dumpty, Check It Out, Daddy Dear en Love Is A Playground. Geen van deze singles maakten indruk op de hitlijsten en zijn tot dusver nooit op een verzamelalbum verschenen. 
Kenny Davis verliet de groep in 1974 omdat hij niet dezelfde ontwikkelingen doormaakte als de rest; later kwam hij op 44 jarige leeftijd te verdrinken. Eddie Amoo verving Davis na het uiteenvallen van The Chants, en zodoende ontstond de klassieke bezetting. 
Ze stapten over van EMI naar Pye en scoorden in 1975 een transatlantische clubhit met de single Stone Cold Love Affair uit, geschreven door Ron Roker en Gerry Shury. De groep nam destijds reclamejingles op voor producer Jeff Wayne die hen aan David Essex voorstelde. Essex bleek een groot fan van hun muziek te zijn; hij vroeg ze als achtergrondzangers op zijn derde album All the Fun of the Fair en nam ze mee op wereldtournee. In de Verenigde Staten gaf de groep tevens een eigen concert in de New Yorkse club The Bottom Line met begeleiding van jazzmuzikanten John Lee, Reggie Lucas en Jerry Brown; allen afkomstig uit de band van Miles Davis. Ondertussen verscheen in september 1975 hun volgende single; Watch Out, Carolina, geschreven door Essex die in januari 1976 City Lights uitbracht. De groepsleden waren te zien en te horen in de videoclip waarvan de opnamen plaatsvonden in het Londense West End.
Ondertussen was Jeff Wayne begonnen aan de opnamen van The War of the Worlds; The Real Thing werd gevraagd om mee te werken, maar nadat Wayne overstapte naar een andere platenmaatschappij sneuvelden hun soulvolle bijdragen; Chris Amoo's versie van Forever Autumn werd heropgenomen met de stem van Justin Hayward.

### 1976-1985
In de zomer van 1976 scoorde de groep een Britse nr.1-hit met You to Me Are Everything; de door Ken Gold en Michael Denne geschreven single behaalde met 250,000 verkochte exemplaren de zilveren status en werd bekroond met zilver. De gelijkgestemde opvolger Can't Get By Without You kwam tot een tweede plaats. Van de twee singles haalde alleen eerstgenoemde de Amerikaanse hitlijsten; #29 in de dance-charts en #66 in de Billboard Hot 100. Datzelfde jaar nog verscheen het eponieme debuutalbum dat bekroond werd met zilver en begin 1977 een derde Britse top 20-hit voortbracht; You'll Never Know What You're Missing. 
Op het tweede album 4 from 8 toonden ze vooral hun sociaal-politieke kant; oorspronkelijk zou het album Liverpool 8 gaan heten, als eerbetoon aan de multiculturele achterstandswijk Toxteth waar de groepsleden zijn opgegroeid, maar na bezwaren van Pye werd de titel aangepast. Het album sloeg niet aan en zou pas later als klassieker worden onthaald. Er werden twee singles van getrokken; het vooraf uitgebrachte  Love's Such a Wonderful Thing (#33) en Lightning Strikes Again dat de groep een cameo opleverde in de film Black Joy waarin het optrad in de Q Club.  
In 1978 volgde er een tweede cameo; de hitsingle Let's Go Disco (#39), geschreven en geproduceerd door Biddu Appaiah (de man achter Kung Fu Fighting), werd gebruikt voor de film Stud waarin Joan Collins de hoofdrol speelde. De single verscheen te midden van Whenever You Want My Love (#18),  en Rainin' Through My Sunshine (#40) die beide afkomstig waren van het derde album Step into Our World. In 1979 werd het opnieuw uitgebracht nadat het nieuwe titelnummer, het door Star Wars beïnvloedde Can You Feel The Force?, voor internationaal succes zorgde.
Voor de opvolger ging de groep samenwerken met de Franse producer Jean-Phillipe Illiesco (Space) in een poging Amerika te veroveren. ....Saints or Sinners? verscheen in januari 1980 en bracht drie singles voort; Boogie Down (Get Funky Now), Give Me Your Love en Saint or Sinner. De samenwerking met Illiesco bleek uiteindelijk geen succes, en na de verzamelaar 20 Greatest Hits bracht de groep singles uit op Calibre, een sublabel van Pye. Het Michael Jackson-achtige She's a Groovy Freak (#52)  was eind 1980 de eerste.
Het succes liep terug en in 1982 waren ze weer als achtergrondzangers van David Essex te horen; op diens single Me & My Girl (Nightclubbing) (gepromoot met een optreden Top of the Pops) en op tournee. In mei 1983 gaven ze een aantal concerten Sun City, Zuid-Afrika, ten tijde van de apartheid. Het werd een van de weinige momenten uit hun carrière waar ze niet met trots op terugkijken. 
In 1984 tekenden ze bij RCA en scoorden ze in de dancecharts met We Got Love. Dit nummer werd geschreven door Terry Britten en Lynsey de Paul die tien jaar later haar eigen versie uitbracht. Ook zou het zijn opgenomen door Imagination.

### 1986-heden
In 1986 werden You to me are everything, Can't Get By Without You en Can You Feel The Force opnieuw hits in remix-uitvoeringen. Naar aanleiding van dit succes tekende de groep een nieuw contract bij Zomba en verscheen in oktober 1986 de single Straight to the Heart, als vanouds geschreven door Michael Denne. Tussen 1987 en 1989 volgden Hard Times, de Four Tops-cover I Can't Help Myself en The Crime of Love.
Ray Lake verliet in 1991 de groep; hij worstelde al jaren met verslavingsproblemen en overleed op 9 maart 2000 in Liverpool aan een overdosis heroïne. Zijn signatuurhit Children of the Ghetto van het album 4 from 8 (in singlevorm alleen als B-kant uitgebracht) werd voortaan door Eddy Amoo waargenomen.
In 2002 beleefde het dan vijftien jaar oude Love's Such a Wonderful Thing een tweede jeugd als sample in So Much Love To Give van Together; een samenwerkingsverband tussen Thomas Bangalter van Daft Punk en DJ Falcon. Het werd een dusdanige clubhit (die in de Britse top 100 op een 71e plaats bleef steken) dat ook anderen danceproducties dezelfde sample gingen gebruiken. Zo coverden N-Trance's Kevin O'Toole en Dale van N-Trance So Much Love to Give onder de naam Freeloaders met naamsvermelding van The Real Thing; dit in tegenstelling tot het eerdergenoemde Franse duo. Het werd in 2005 op single uitgebracht door AATW en met een negende plaats bezorgde het The Real Thing hun zesde Britse top tien-notering (inclusief remixen) en tevens laatste hitsingle. 
Datzelfde jaar deed de groep mee aan de zangwedstrijd Hit Me Baby One More Time met You to me are everything (heruitgebracht als samenwerking met Darren Deezer) en een cover van Justin Timberlake's Cry Me a River.
In 2008 verscheen Liverpool - The Number Ones Album waaraan diverse acts uit de Merseystad hun medewerking verleenden. The Real Thing kwam met een geactualiseerde versie van Eleanor Rigby; Paul McCartney riep het uit tot een van zijn favoriete covers van zijn songs. 
De groep trad weinig op in hun geboortestad om het bijzonder te houden; in 2013 werd in de Liverpool Philharmonic.
Op 23 februari 2018 overleed Eddie Amoo tijdens een vakantie in Australië op 73-jarige leeftijd. Hij werd nog geïnterviewd voor de documentaire Everything - The Real Story die in augustus 2020 werd uitgezonden door BBC Four. Deze lovend ontvangen documentaire van Simon Sheridan, waarin vele Britse sterren aan het woord komen, belicht ook de periode waarin Eddy Amoo deel uitmaakte van The Chants, volgens eigen zeggen de enige groep die optrad met begeleiding van The Beatles.
De resterende leden, Chris Amoo en Dave Smith, besloten als duo verder te gaan. In december 2019 kwam er een 'nieuwe' single uit; Someone Oughta Write a Song (About You Baby) was al in 1976 opgenomen en had de opvolger van Çan't Get By Without You moeten worden, ware het niet dat de groepsleden op het laatst voor het zelfgeschreven You'll Never Know What You're Missing kozen.
Tijdens de coronapandemie begonnen Amoo en Smith aan een nieuw album te werken; hun eerste sinds 1980. A Brand New Day werd op 28 januari 2022 uitgebracht. De groep trad weer veelvuldig op, met en zonder liveband, waarbij de door Amoo nagezongen partijen van broer Eddie op band stonden. In december 2023 verschenen ze in de oudejaarsshow van Jools Holland. 
In oktober 2024 kreeg de groep dan eindelijk erkenning ut eigen stad in de vorm van het ereburgerschap van Liverpool. Eddie Amoo en Ray Lake waren vertegenwoordigd door hun nabestaanden. Om dit heugelijke feit te vieren werd de single Hometown uitgebracht waarin voor de verandering de mooiere kanten van Liverpool worden belicht. Ook kreeg de een jaar oude kerstsingle Christmas Time een re-release.

## Discografie

### Albums
| Album met eventuele hitnotering(en) in de Nederlandse Album Top 100 | Datum van verschijnen | Datum van binnenkomst | Hoogste positie | Aantal weken | Opmerkingen |
| ------------------------------------------------------------------- | --------------------- | --------------------- | --------------- | ------------ | ----------- |
| Can You Feel the Force                                              |                       | 5-5-1979              | 36              | 6            |             |

### Singles
| Single met eventuele hitnotering(en) in de Nederlandse Top 40 | Datum van verschijnen | Datum van binnenkomst | Hoogste positie | Aantal weken | Opmerkingen                               |
| ------------------------------------------------------------- | --------------------- | --------------------- | --------------- | ------------ | ----------------------------------------- |
| You to Me Are Everything                                      |                       | 17-7-1976             | 4               | 9            |                                           |
| Can't Get by Without You                                      |                       | 16-10-1976            | 11              | 8            |                                           |
| Can You Feel the Force                                        |                       | 24-3-1979             | 11              | 9            |                                           |
| You to Me Are Everything (remix)                              |                       | 17-5-1986             | 19              | 8            |                                           |
| So Much Love to Give                                          |                       | 21-5-2005             | 21              | 5            | met Freeloaders / Dancesmash op Radio 538 |

| Single met hitnotering(en) in de Vlaamse Ultratop 50 | Datum van verschijnen | Datum van binnenkomst | Hoogste positie | Aantal weken | Opmerkingen     |
| ---------------------------------------------------- | --------------------- | --------------------- | --------------- | ------------ | --------------- |
| You to Me Are Everything                             |                       | 17-7-1976             | 8               | 9            |                 |
| Can't Get by Without You                             |                       | 06-11-1976            | 21              | 3            |                 |
| Can You Feel the Force                               |                       | 7-4-1979              | 15              | 9            |                 |
| You to Me Are Everything (remix)                     |                       | 28-6-1986             | 21              | 6            |                 |
| So Much Love to Give                                 |                       | 28-5-2005             | 32              | 3            | met Freeloaders |

### NPO Radio 2 Top 2000
| Nummer met noteringen in de NPO Radio 2 Top 2000 | '99  | '00 | '01  | '02 | '03  | '04  | '05  | '06  | '07 | '08  |
| ------------------------------------------------ | ---- | --- | ---- | --- | ---- | ---- | ---- | ---- | --- | ---- |
| You to Me Are Everything                         | 1317 | -   | 1989 | -   | 1872 | 1852 | 1937 | 1924 | -   | 1982 |

1. ↑  Een '-' betekent dat het nummer niet was genoteerd en een vetgedrukt getal geeft de hoogste notering aan.
2. ↑  Deze tabel is bijgewerkt tot en met de meest recente editie (2024).